# New Politics
New Politics er et rockband fra Danmark som hører til på pladeselskabet RCA.

## Medlemmer

### Nuværende medlemmer
- David Boyd – vokal
- Søren Hansen – guitar
- Louis Vecchio – trommer

### Tidligere medlemmer
- Poul Amaliel – trommer

## Diskografi

### Album
- 2010: New Politics
- 2013: A Bad Girl in Harlem

### Singler
| År   | Titel            | U.S. Alt. | U.S. Rock | Album                |
| ---- | ---------------- | --------- | --------- | -------------------- |
| 2010 | "Yeah Yeah Yeah" | 16        | 45        | New Politics         |
| 2010 | "Dignity"        | 29        | —         | New Politics         |
| 2012 | "Harlem"         | 18        | —         | A Bad Girl in Harlem |

| Musikgruppe | Spire Denne artikel om en dansk musikgruppe er en spire som bør udbygges. Du er velkommen til at hjælpe Wikipedia ved at udvide den. |